# 喻传鉴
喻传鉴（1888年3月16日—1966年4月21日），原名喻鉴，原籍浙江嵊县，中国教育家。
天津市南开中学首届毕业生，1919年毕业于北京大学经济系，后受聘于天津市南开中学任英文教师，次年起任教务主任。1930年赴美哥伦比亚大学留学，获教育科学硕士学位。回国后任南开学校中学部主任兼南开大学教育哲学系副教授。1936年春，受张伯苓校长委派，赴重庆建南渝中学，后更名重庆南开中学，任该校校务主任，兼任自贡蜀光中学校长。抗战胜利后返津主持南开中学复校工作。此后继续担任重庆南开中学校务主任、副校长、校长等职。
中华人民共和国成立后，曾任重庆市教育局副局长、中国民主同盟中央委员会委员、中国民主促进会重庆市委员会主任委员，第三、四届全国政协委员。
与伉乃如、孟琴襄、华午晴并称“南开四大金刚”。
如今，天津市南开中学内立有喻传鉴先生铜像，位于传鉴楼中庭。